# Monumento a Fray Damián González
El monumento a Fray Damián González fue creado en homenaje a fray Damián González, un sacerdote franciscano llamado "el cura de Cali".  Se encuentra en la Plazoleta de San Francisco, en Cali, Colombia.  El monumento es una estatua fundida en bronce, está descansa en un pedestal de concreto en la cual se encuentra una placa descriptiva.  

## Historia
El monumento fue una iniciativa de un grupo de caleños quienes conformaron la Junta pro monumento, dicha junta consideraba que se debía rendir homenaje a uno de los personajes más famosos de Cali en la segunda mitad del siglo XIX. Por lo tanto, encargaron la ejecución de la obra a Francia. El monumento fue inaugurado el 22 de julio de 1910, en la plaza de San Francisco, cabe resaltar que la estatua fue inaugurada en el marco de las conmemoraciones de la denominación de Cali como la capital del departamento del Valle del Cauca y del primer aniversario de la Independencia.